# Rhizocarpon saurinum
Rhizocarpon saurinum är en lavart som först beskrevs av W. A. Weber, och fick sitt nu gällande namn av Bungartz. Rhizocarpon saurinum ingår i släktet Rhizocarpon och familjen Rhizocarpaceae.   Inga underarter finns listade i Catalogue of Life.